# 마스턴투자운용
마스턴투자운용은 대한민국의 대체투자 자산운용사이다.

## 역사
2009년 2월 23일, 김대형 전 대표가 코람코자산신탁을 떠나 회사를 설립하였다.
2025년 에이치PE가 마스턴운용 지분 25~30%가량을 인수하기 위해 700억원을 투입하는 계약을 체결하였다.

## 사업
누적 운용자산이 약 36조원이며 사모 펀드로 대형 건물을 매입하는 부동산 펀드(REF, Real Estate Fund), 부동산에 투자해 이익금을 투자자에게 분매하는 리츠(Reits), 그리고 PF을 활용한 부동산 개발 사업을 주로 하고 있다.

## 논란
금융감독원은 지난 2023년 부동산 자산운용사 사익추구 실태조사 과정에서 김 전 대표가 수십억 원대 부당이득을 챙긴 정황을 포착했다. 금융감독원은 2023년 10월에  마스턴투자운용에 대한 위반행위를 잠정적으로 발견했다고 밝혔다. 이와 관련해 금감원의 잠정 보도자료에 대해 혐의가 확정되기 전까지 무죄 추정의 원칙이 지켜지지 않는다는 점이 지적된 바 있다.
이후 김 전 대표가 일선에서 물러나며 소유와 경영을 분리하는 전문경영인 체제를 확립했고, 내부통제위원회의 의무 설치 대상이 아님에도 내부통제 문화의 정착과 임직원의 윤리의식·준법의식 고취를 위해 선제적으로 내부통제위원회를 신설하는 등 노력을 하고 있다. 이사회 의장을 포함한 각 분과위원장을 모두 사외이사가 맡고 있고  모든 위원회의 과반수를 사외이사로 보임하는 등 이사회 중심의 책임경영구조를 확립한 것으로 알려졌다.
2025년 7월 금융감독원이 '기관경고' 조치를 내리기로 결정한 것으로 추정된다. 김 전 대표에 대해서도 '직무정지' 의견이 나온 것으로 알려졌다. 시장에선 이번 조치로 인해 마스턴투자운용의 영업과 경영을 둘러싼 불확실성과 리스크가 상당 부분 해소됐다는 평가가 나오고 있다. 이번 제재심이 마무리 되며 그동안 제재 불확실성 요인으로 인해 관망하던 일부 기관투자자(LP)들이 마스턴투자운용의 트랙 레코드와 펀드 운용 역량에 대해 다시 관심을 나타내고 있다.

### 마스턴프리미어리츠
2022년 5월 31일에 상장한 리츠로 마스턴프리미어1호위탁관리부동산투자회사("마스턴프리미어리츠")는 마스턴투자운용의 첫 공모리츠로 인천 항동 스마트 물류센터, 프랑스 노르망디 아마존 물류센터, 남프랑스 아마존 물류센터, 프랑스 크리스탈파크 오피스 등의 자산을 보유하고 있으며 2023년 편입 부동산 가치 하락 상장 후 처음으로 적자를 보았고 2024년 대표이사는 도병운에서 정범식으로 변경되었다.
2024년 유럽 현지 은행과 3억7400만 유로(약 5600억) 규모의 크리스탈 빌딩 대출 연장을 완료하였다.

#### 주주
성담, 코람코자산운용, 담배인삼공제회, 화인파트너스, 농심캐피탈

#### 유상 증자
2024년 12월 주당 1,619원에 6,141,249주의 주주우선 공모 유상증자를 통해 약 99억원을 조달할 예정이다.

#### 논란
2024년 주가가 공모가 대비 64% 이상하락하고 시가총액의 25%에 달하는 대규모 유상증자를 해외자산에 대한 환헷지 계약 정산금을 위해 마스턴자산운용에서 빌렸던 45억원의 대금을 갚는데 사용하려 하자 주주의 불신이 극에 달하였고 주주들이 마스턴이 추천한 인사들로 구성된 이사회 전원교체를 제안하고 위탁운용사인 마스턴투자운용에 운용보수 삭감 또는 주가 정상화 시점까지의 유보를 요청하였다
이후 2024년 11월 회사가 주주인 코람코자산운용 측 제안을 일부 받아들여 이사진 변경을 긍정적으로 검토하자 코람코자산운용이 처음 요구했던 이사진 재편 등 주주제안을 전격 철회했다.
2025년 정기 주주총회를 통해 감정평가법인과 회계법인 출신의 기타비상무이사 2인을 새로 추가하여 이사회가 기존 3인에서 5인 체제로 변경되었다.